# Robert Everard Woodson
Robert Everard Woodson (* 28. April 1904 in St. Louis, Missouri; † 6. November 1963 ebenda) war ein US-amerikanischer Botaniker. Sein offizielles botanisches Autorenkürzel lautet „Woodson“. Früher war auch das Kürzel „Woods.“ in Gebrauch.

## Leben und Wirken
Woodson war Kurator des Herbariums am Missouri Botanical Garden in St. Louis. Er trug zum Werk „North American Flora“ von Nathaniel Lord Britton die Beschreibung der Pflanzenfamilie Apocynaceae in Band 29(2) bei.

## Ehrentaxon
Ihm zu Ehren wurde die Gattung Woodsonia L.H.Bailey aus der Pflanzenfamilie der Palmengewächse (Arecaceae) benannt. Auch die Pflanzengattung Allowoodsonia Markgr. aus der Familie der Hundsgiftgewächse (Apocynaceae) ist nach ihm benannt.

## Werke
- Studies in the Apocynaceae, IV. The American genera of Echitoideae. 1933.
- Contributions toward a Flora of Panama. 1937.